# Schoenherria brenskei
Schoenherria brenskei är en skalbaggsart som beskrevs av Nonfried 1906. Schoenherria brenskei ingår i släktet Schoenherria och familjen Melolonthidae. Inga underarter finns listade i Catalogue of Life.